# Nienke Veenhoven
Nienke Veenhoven (Oostzaan, 20 maart 2004) is een Nederlands wielrenster die actief is op de weg en op de baan. Ze rijdt sinds 2023 voor het Nederlandse vanaf 2024 geheten Team Visma | Lease a Bike.

## Carrière

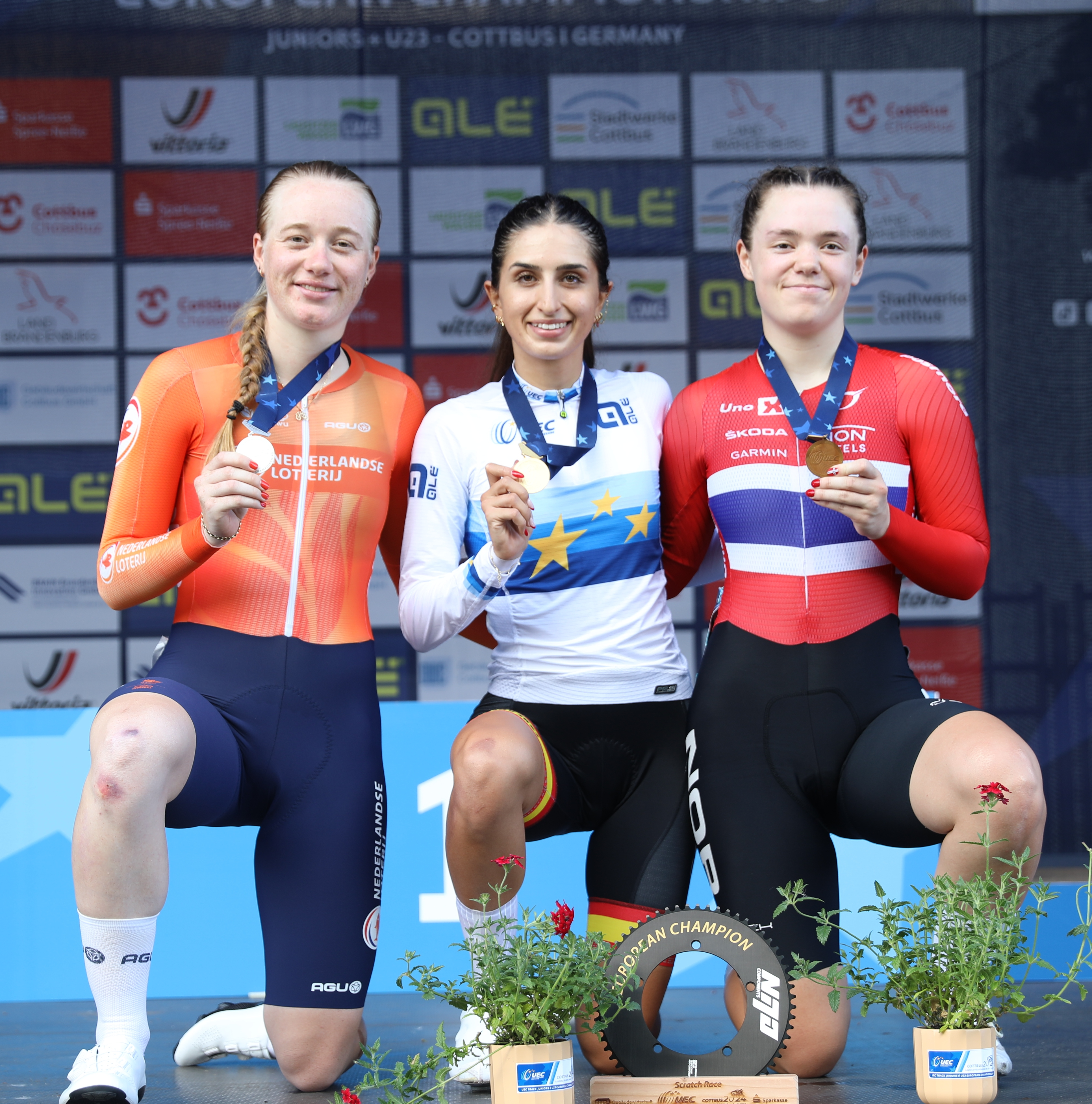
Veenhoven won zilver in de scratch op het EK op de baan voor beloften in 2024.

In 2021 en 2022 reed ze voor de opleidingsploeg van NXTG Racing, waar ze in 2022 de juniorenversie van Gent-Wevelgem won. In datzelfde jaar won ze goud samen met Babette van der Wolf op de koppelkoers tijdens het Europees kampioenschap op de baan voor junioren.
In 2023 maakte Veenhoven de overstap naar de profs van Team Jumbo-Visma. Haar eerste profzege behaalde ze in juli 2025 toen ze de tweede etappe in de Baloise Ladies Tour won.

## Palmares
2022
Gent-Wevelgem, Junioren
2024
Women's Down Under Criterium
1e etappe Princess Anna Vasa Tour (TTT)
2025
2e etappe Baloise Ladies Tour

### Resultaten in voornaamste wedstrijden
| Jaar | Gent-Wevelgem | Parijs-Roubaix | Nokere Koerse | Classic Brugge-De Panne | Trofee Maarten Wynants |
| ---- | ------------- | -------------- | ------------- | ----------------------- | ---------------------- |
| 2023 |               | buit.tijd      | opgave        |                         |                        |
| 2024 |               | 74e            |               | 22e                     | 6e                     |
| 2025 | opgave        |                | 9e            | 6e                      | Brons                  |

### Op de baan
| Jaar     | NK       | EK                                       | WK                                       | Overige  |
| Junioren | Junioren | Junioren                                 | Junioren                                 | Junioren |
| -------- | -------- | ---------------------------------------- | ---------------------------------------- | -------- |
| 2021     |          | koppelkoers · (met Yuli van der Molen)   | koppelkoers · (met Yuli van der Molen)   |          |
| 2022     |          | koppelkoers · (met Babette van der Wolf) | koppelkoers · (met Babette van der Wolf) |          |
| Beloften |          |                                          |                                          |          |
| 2024     |          | scratch                                  |                                          |          |

## Ploegen
- 2023 –  Team Jumbo-Visma
- 2024 –  Team Visma | Lease a Bike
- 2025 –  Team Visma | Lease a Bike

Achtereekte · van Agt · Beekhuis · Cadzow · van Empel · Henderson · Kraak · Labecki · Markus · Oudeman · Reijnhout · Riedmann · Rüegg · Swinkels · Veenhoven · Vos
Achtereekte · van Agt · von Berswordt · van Empel · Geurts · Henderson · Markus · Nooijen · Oudeman · Reijnhout · Riedmann · Veenhoven · Vigié · Vos · de Vries (vanaf 4/6) · Wolff (stage vanaf 7/9)
Achtereekte · van Agt · von Berswordt · Bunel · Chladoňová · van Empel · Ferrand-Prévot · Fidanza · Geurts · Nooijen · Oudeman · Reijnhout · Riedmann · Veenhoven · Vigié · Vos · de Vries · Wolff